# 魔の刻
『魔の刻』（まのとき）は、北泉優子の1982年の小説および、それを原作とする1985年公開の日本映画。R-15指定。
禁断の関係に陥った母子の葛藤を描く作品である。岩下志麻と坂上忍の濡れ場シーンが話題になった。

## スタッフ
- 監督：降旗康男
- 企画：中西宏
- プロデューサー：黒澤満
- 原作：北泉優子
- 脚本：田中陽造
- 撮影：木村大作
- 美術：今村力
- 照明：安河内央之
- 編集：鈴木晄
- 録音：紅谷愃一
- 助監督：一倉治雄
- 製作担当者：青木勝彦
- 音楽：甲斐正人
- 音楽プロデューサー：石川光
- イメージソング：石黒ケイ「エル・チョクロ」日本語詞・阿木燿子
- 監督助手：伊藤裕彰、薬師寺光幸、鳥井邦男
- 美術助手：大嶋修一
- プロデューサー補：古知屋正裕
- キャスティング：飯塚滋
- 記録：椎塚二三
- 製作進行：坂本忠久、黒田晃司
- 製作協力：セントラル・アーツ
- 製作：東映
- 提供：東映セントラルフィルム

## キャスト
- 水尾涼子：岩下志麻
- 水尾深：坂上忍
- 葉子：岡本かおり
- 片貝：伊武雅刀
- 鉄弥：山田辰夫
- 西方：石橋蓮司
- 屋台のおやじ：榎木兵衛
- マネージャー：河原さぶ
- 水尾敬一郎：神山繁
- 寿司屋：小林稔侍
- 福屋：常田富士男
- スナックのママ：宮下順子
- 花井：岡田裕介

## 製作
北泉優子の小説はその内容から出版当初から反響を呼んだ。東映は原作出版と同時に映画化権を取ったが、製作は何度か頓挫し、1984年になって岡田茂東映社長から「元さえ取れればいい」との社長保証が出たため、東映セントラルフィルム七周年記念作品として1984年秋製作が決定した。製作会見で岡田社長は「この原作は東映セントラルフィルム（TCF）の中西（宏常務）くんがどうしてもやりたいと企画を出していたが、出ては消える幻の企画だった。今回黒澤くんも加わり、こういうスタッフ・キャストで映画化が決まったが、大ヒットしなくても損しない作品になればと思っているので是非この作品が成功するよう中西くんを応援してやってほしい。TCFは発足して7年目、東映の枠内で全力を傾けるのも面白い仕組みだと思っている」と話した。
母親役には出版後すぐに本を読み、「映画化されるならぜひ私に」と希望していた岩下志麻。岩下は「私はいたって平凡な女ですから、異常な役や、異常なテーマに憧れます」と話した。母親に犯される息子役には、当時名子役と評された17歳時の坂上忍がキャスティングされた。坂上は「脚本を一度読んでもよく分からず、もう一度読んだら顔が赤くなって眠れなかった」と話した。

### 撮影
全て神奈川県三崎漁港周辺で撮影。低予算でスタッフは毎日片道2時間半かけて日帰りの撮影。撮影日数20日間というハードスケジュール。1984年10月下旬クランクアップ。製作費2億円。

## 興行
ヌードやハードなセックスシーンがそれほどあるわけではなかったが、映倫が「母子相姦は異常性欲だから一般映画なんてとんでもない」とクレームを付け、R指定を受けた。母子相姦を扱った映像作品は、メジャー映画会社ではそれまであまり作られたことがなかったため、東映もR指定にならないよう降旗監督にも頼んでいたが、この程度の性描写でR指定を受けるとは想定していなかった。坂上は当時女子中学生に人気があり、R指定は中学生以下は、成人同伴でないと観てはならないというお達しで、子どもがこの映画を親と同伴で観に行く可能性は低く、東映としては坂上人気で若い観客層の開拓を目論んでいたため大きな打撃を被った。

## 作品の評価
白井佳夫は「おそろしくパターン通りの部分と、妙にリアルな部分の入り混じった、ヘンな出来上がりの日本映画」、藤枝勉は「映像自体に暗さはないが、母子相姦というネクラな話を映画にして見せようなんて発想そのものが大きな間違い」、渡辺祥子は「なまめかしいシーンになったら右に出る者のない岩下志麻だけど、あまり上手すぎるのもイヤミです」などと評した。